# Mindre svartvråk
Mindre svartvråk (Buteogallus anthracinus) är en amerikansk fågel i familjen hökar inom ordningen hökfåglar. Arten är vida spridd från sydvästra USA genom Centralamerika till Peru. Den minskar i antal men beståndet anses ändå vara livskraftigt.

## Utseende och läten
Mindre svartvråk är en stor (42–48 cm) helt svart eller brunsvart vråk med kort stjärt och mycket breda vingar. Nära stjärtroten syns ett brett vitt band, påtagligt i flykten. Armpennorna är rosttonade och en ljus fläck syns på handpennorna.

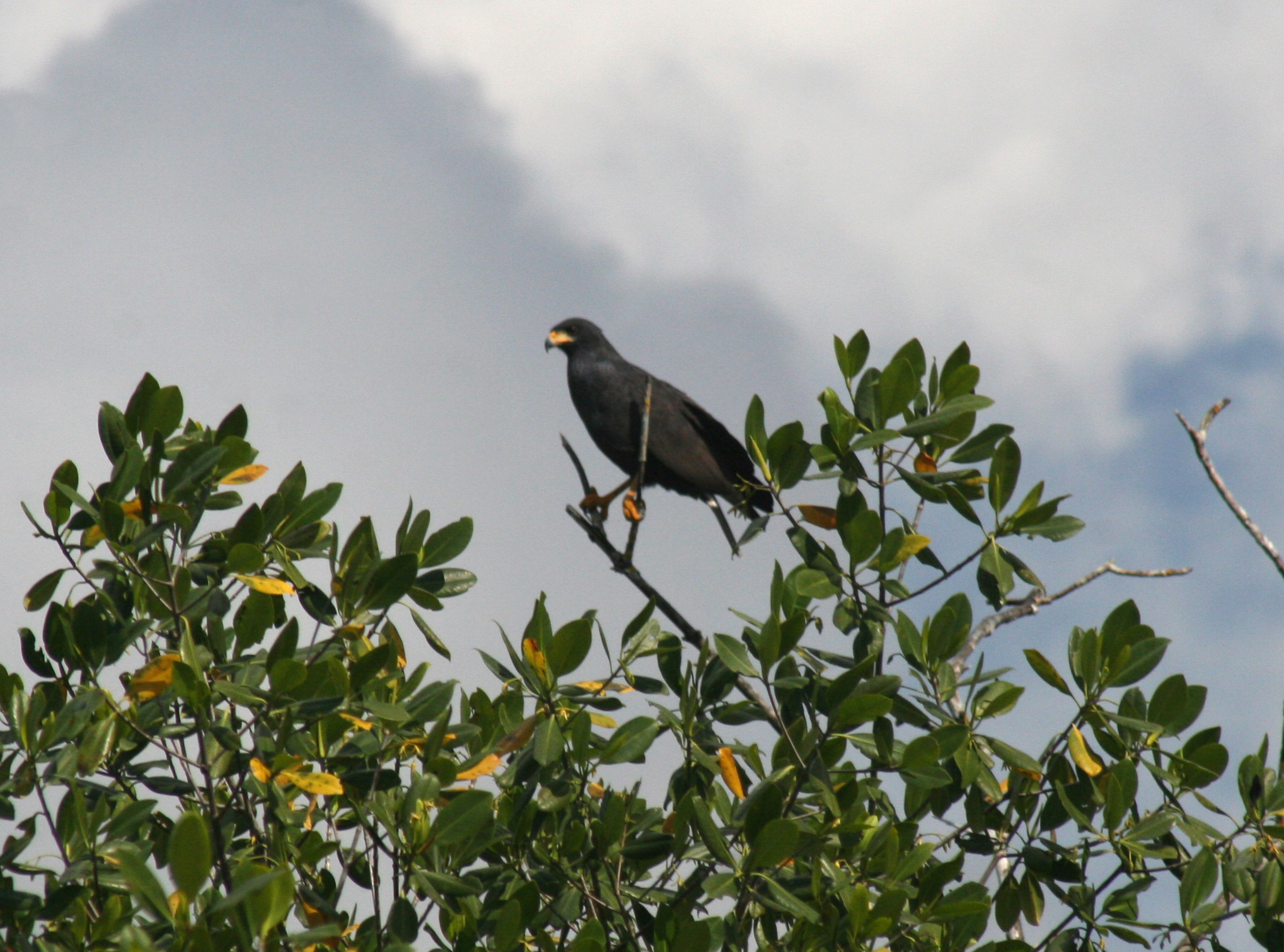

Ungfågeln är brunaktig, fläckad och streckad både under och ovan. På huvudet syns ett mörkare område runt ögat, ett ljusare ögonbryns- och strupsidesstreck  och streckad hjässa. Stjärten är kraftigt bandad och tydligt längre än hos den vuxna fågeln.
Lätet är serie med tio till 15 snabba och gälla visslingar som ökar i tonhöjd och styrka.

## Utbredning och systematik
Mindre svartvråk förekommer från sydvästra USA till norra Peru. Den delas in i fem underarter med följande utbredning:
- Buteogallus anthracinus anthracinus – sydvästra USA, norra Sydamerika, St Vincent och Trinidad
- Buteogallus anthracinus utilensis – från Cancún till Cozumel och på öar i Hondurasbukten
- Buteogallus anthracinus rhizophorae – vid stillahavskusten i El Salvador och Honduras
- Buteogallus anthracinus bangsi – vid stillahavskusten i Costa Rica och Panama, Pärlöarna
- Buteogallus anthracinus subtilis – vid stillahavskusten i Colombia, Ecuador och nordligaste Peru

Kubasvartvråk (Buteogallus gundlachii) ansågs tidigare vara en underart till mindre svartvråk, men har nu fått egen artstatus. Å andra sidan behandlas taxonet subtilis, tidigare urskild som den egna arten "mangrovesvartvråk", genomgående som en underart av mindre svartvråk.

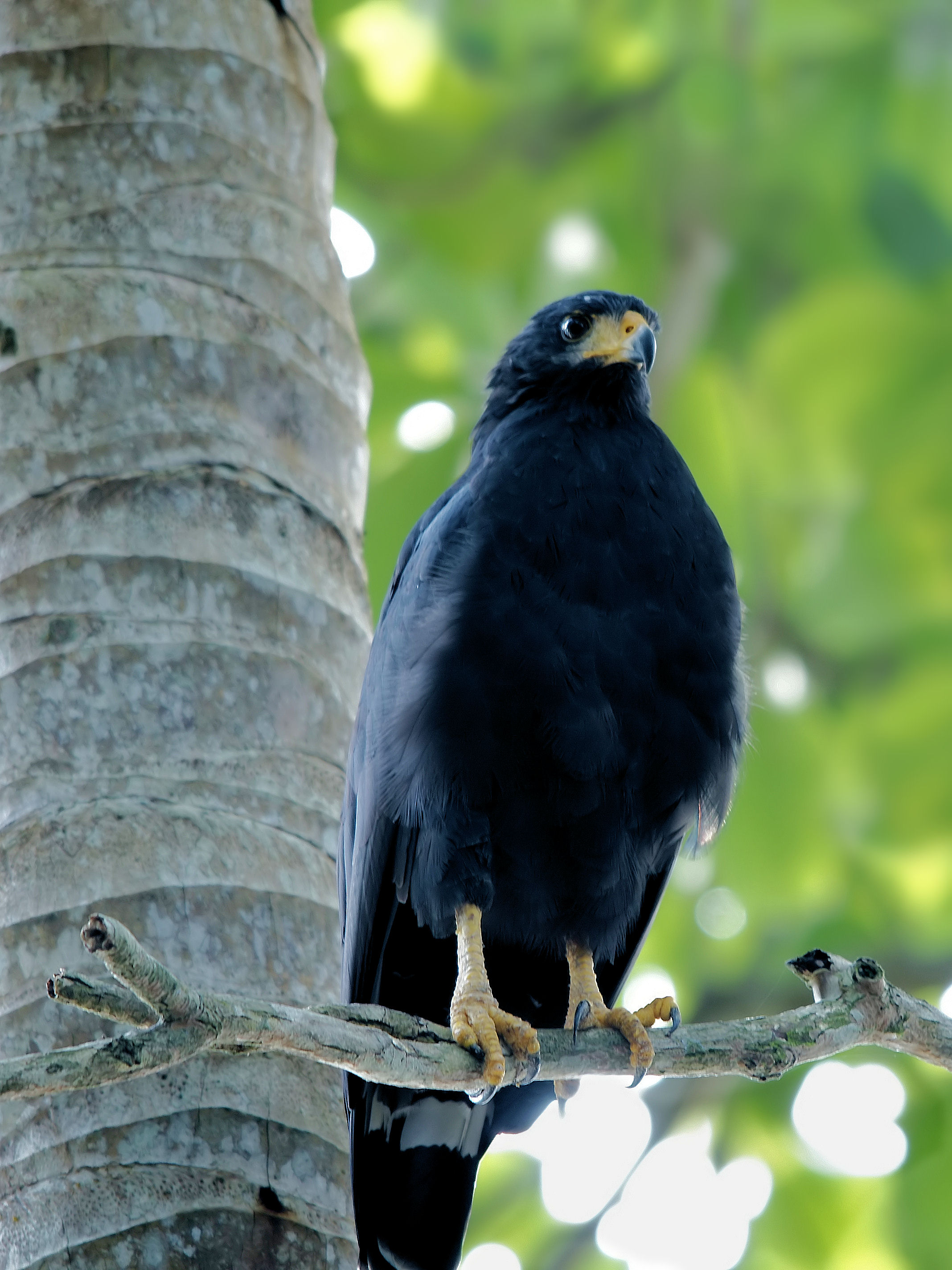
Mindre svartvråk av underarten subtilis som tidigare behandlades som egen art.

## Levnadssätt
Mindre svartvråk hittas i skogsområden nära vattendrag, i Sydamerika (subtilis) uteslutande i mangroveträsk. Där jagar den från en sittplats på en låg gren eller sten intill grunt vatten och dyker därifrån direkt ner på bytet. Födan består av reptiler, groddjur, fisk och småfåglar. Den häckar i ett högt träd, i USA i en poppel.

## Status och hot
Arten har ett stort utbredningsområde och en stor population, men tros minska i antal på grund av förstörelse av våtmarker, dock inte tillräckligt kraftigt för att den ska betraktas som hotad. IUCN kategoriserar därför arten som livskraftig (LC). Beståndet uppskattas till två miljoner vuxna individer.

## Namn
Mindre svartvråkens vetenskapliga artnamn anthracinus betyder "kolsvart".